# Tatra Smíchov
Tatra Smíchov (su nombre completo es Club de Rugby Tatra Smíchov, o Rugby Club Tatra Smíchov oficialmente) es un club de rugby checo que actualmente juega en la primera división de la liga checa. Juega el rugby 15 (rugby unión) y el rugby 7 (rugby a siete). Su campo, FCC Rugby Arena se encuentra en Praga, debajo del monte de Strahov, en la calle Smrčinská, al lado del barrio de Smíchov. El equipo masculino quedó segundo en la temporada de la liga 2018-2019. Es uno de los clubes deportivos más grandes de Praga 5 y el equipo de rugby de mayor tamaño de la República Checa.

## Historia
Cuando algunos jugadores de rugby del equipo Motorlet de Praga tuvieron que empezar el servicio militar obligatorio, los tres mejores, Jaroslav Nedoma, Adolf Poslušný y Jiří Racek fueron elegidos para jugar en el Dukla Bratislava, un equipo militar que jugaba en la liga más importante del país . Estos jugadores decidieron establecer un nuevo equipo de Rugby en Praga junto con el entrenador Richard Krejčí cuando volvieron del servicio militar en 1958. En colaboración con Antonín Kratochvíl del Sparta de Praha y Jindřich Veniger del Motorlet, buscaron un club deportivo para formar un equipo de rugby. Al final en noviembre de 1958 TJ Tatra Smíchov los aceptó. Su primer presidente fue Kratochvíl.
Al principio entrenaban en numerosos campos de fútbol con grava-escoria, en Císařská louka, o en campo de Slavia. Después se trasladaron a Nebušice, más lejos del centro de Praga. En 1972 el equipo recibió una parcela del estado para crear un campo de rugby en Košíře, lugar donde Tatra juega en la actualidad. 
Slávek Petras fue el primer jugador de Tatra que fue nominado a la selección nacional. Tatra ganó su primer oro en Rugby Union en la temporada 1994-1995 y su segundo oro en la temporada 1996-1997 con el entrenador Jiří Olič. Los otros títulos de campeón de la República Checa lo ganaron los entrenadores Josef Fatka y Michal Choc en la temporada 2002-2003, Suvade Kapetonovič en la temporada 2006-2007, Jan Osvald y Filip Vacek en la temporada 2008-2009 y Josef Fatka en la temporada 2013. El último título obtenido por Tatra fue en 2018 cuando derrotó a RC Jimi Vyškov después de descalificar al mayor rival de Tatra, Sparta Praha. Los entrenadores fueron Filip Vacek, Jan Čiverný y Jan Žíla.

## Club actual
El presidente del equipo es Roman Rýgl, el exjugador que ha realizado la mayor cantidad de ensayos de la historia de la liga checa. Desde hace cinco años, el capitán del equipo masculino es el número 8 Jiří Černý. Tatra tiene un jugador profesional de Sudáfrica, Jacques Fick, originalmente de Ragby Olymp. En la temporada 2019 llegó a ser el jugador con más puntos de la liga checa.
Después de haber llevado el equipo a la victoria en la temporada 2018 y a la plata en 2019 y en numerosas temporadas anteriores, el entrenador Filip Vacek decidió dejar de dirigir el equipo masculino. Los entrenadores para la próxima temporada serán Jan Osvald y Martin Kladiva. Junto con la plata de la última temporada, el equipo ganó el título de campeón en Rugby 7 también, derrotando a Dukla, un equipo representativo de la República Checa.
Tatra también tiene un equipo femenino que se llama Kobylky (Saltamontes) y ganó el título de campeón en Rugby Union en 2019, y numerosas categorías de juveniles.
Uno de patrocinadores actuales es la cervecera Staropramen que tiene su fábrica en Smíchov y es una de las cerveceras más conocidas del mundo.

## Nombre
El club recibió su nombre de una fábrica de automóviles Tatra Smíchov que lo patrocinó en aquella época. La fábrica fue parte de la gran empresa de familia Ringhoffer. De esta empresa solo Tatra Trucks sobrevivió, la Tatra Smíchov original ya no existe.

## Escudo
El emblema del club es una cigarra amarilla en el escudo con rayas blancas y negras. Blanco y sobre todo negro son los colores principales de sus camisetas. El autor del diseño es el exjugador Jirka Hájek.
El exjugador Jarda Dostál vino con la idea de la cigarra como el símbolo de Tatra después del partido con Stade Français en París en 1978. Muchos jugadores del equipo vieron un bufé variado por primera vez y mucha de comida francesa era nueva e inimaginable para ellos. Comieron absolutamente de todo, como las cigarras.

## Grito y lema
Pod Strahovem hřiště je, Tatra na něm kraluje, nikoho se nebojí, vždycky na něm zvítězí! Tatra – héj! Tatra – héj! Tatra – heeej!
Significa:
¡Debajo de Strahov hay un campo, aquí Tatra es el rey, no le tiene miedo a nadie, siempre gana aquí! ¡Tatra – oé! ¡Tatra – oé! ¡Tatra – oé!
Všeho do času, Tatra navěky.
Significa:
Todo es temporal, Tatra es eterna.
- Datos: Q3507248